# Feria Internacional de Artesanías de Buenos Aires
La Feria Internacional de Artesanías de Buenos Aires es una exposición donde se reúnen cientos de artesanos en la ciudad de Buenos Aires, Argentina. La muestra se desarrolla generalmente en el mes de diciembre en el predio de La Rural. Hasta 2015 se celebraron 10 ediciones. Es organizada por Ferias Argentinas y La Rural en conjunto con Fundart. Participan artesanos independientes, talleres artesanales, microemprendimientos, mercados artesanales y entidades artesanales oficiales.

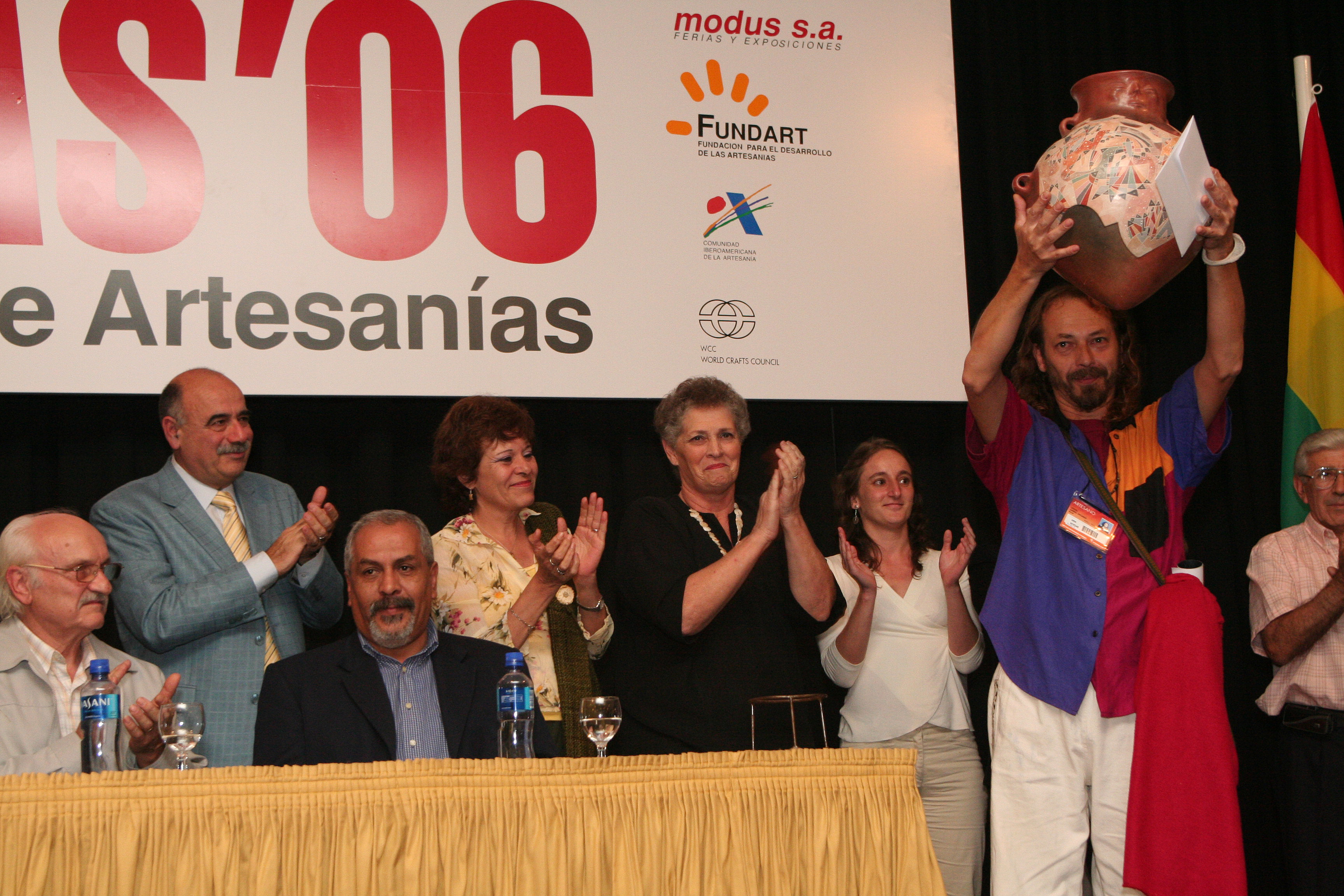
Reconocimiento